# Juli Avit
Juli Avit (en llatí Julius Avitus) va ser un noble roma de rang consular casat amb Júlia Mesa, cunyat de Júlia Domna i de Septimi Sever, oncle per matrimoni de Caracal·la, pare de Júlia Soèmies i Júlia Mamea, i avi matern d'Elagàbal i Alexandre Sever.
Segons Dió Cassi va governar amb encert Àsia, Mesopotàmia i Xipre. Elagàbal portava per Juli Avit el nom d'Avitus, nom pel qual els historiadors antics anomenaven a aquell emperador.